# IC 744
IC 744 је спирална галаксија у сазвјежђу Лав која се налази на листи објеката дубоког неба у Индекс каталогу.
Деклинација објекта је + 23° 11' 34" а ректасцензија 11h 54m 4,7s. Привидна величина (магнитуда) објекта IC 744 износи 14,9 а фотографска магнитуда 15,7. IC 744 је још познат и под ознакама CGCG 127-102, NPM1G +23.0279, PGC 37333.